# Csak a világ végire...
A Csak a világ végire... a Ghymes együttes tizenegyedik nagylemeze, amely a Rock Hard Records kiadásában jelent meg Magyarországon 2005-ben. Ez volt az együttes második gyermeklemeze.

## Kiadásai
- 2005 CD, MC

## Dalok
1. Pad alatt Archiválva 2007. február 6-i dátummal a Wayback Machine-ben (Szarka Gyula – népköltés) – 4:06
2. Pünkösdre Archiválva 2007. február 6-i dátummal a Wayback Machine-ben (Szarka Tamás) – 3:46
3. Aluszole-e te juhász Archiválva 2007. február 6-i dátummal a Wayback Machine-ben (Szarka Gyula – népköltés) – 3:25
4. Cipődal Archiválva 2007. február 6-i dátummal a Wayback Machine-ben (Szarka Tamás) – 5:38
5. Kinyílt a rózsa Archiválva 2007. február 6-i dátummal a Wayback Machine-ben (Szarka Gyula – népköltés) – 3:51
6. Róka és a varnyú Archiválva 2007. február 6-i dátummal a Wayback Machine-ben (Szarka Gyula – Szarka Tamás) – 3:36
7. Volt nekem egy kecském Archiválva 2007. február 6-i dátummal a Wayback Machine-ben (Szarka Tamás) – 3:29
8. Kedves angyalom Archiválva 2007. február 6-i dátummal a Wayback Machine-ben (Szarka Gyula – Szarka Tamás) – 2:49
9. Lányok ülnek Archiválva 2007. február 6-i dátummal a Wayback Machine-ben (Szarka Tamás) – 3:17
10. Megy a juhász szamáron Archiválva 2007. február 6-i dátummal a Wayback Machine-ben (Szarka Gyula – Petőfi Sándor) – 3:24
11. Lagzi Archiválva 2007. február 6-i dátummal a Wayback Machine-ben (Szarka Gyula – népköltés) – 3:16

## Az együttes tagjai
- Szarka Gyula – ének, gitár, tökcitera, nagybőgő, tamburin
- Szarka Tamás – ének, hegedű, koboz, gitár, ütőgardon, nagybőgő

Közreműködött:
- Varga Bori – szoprán- altszaxofon, fagott, furulya, töröksíp, vokál
- Farnbauer Péter – szintetizátor
- Kórus: Havran Alexandra, Száraz Melinda, Leszkó Dóra, Seszták Katalin, Banzi Réka
- Pedagógus: Gromer Edit

Hangmérnök:
- Farnbauer Péter

Zenei rendező:
- Ghymes